# Bioko Sud
Bioko Sud és una de les 7 províncies que componen Guinea Equatorial. Situada en la part sud de l'illa de Bioko, limita al nord amb la província de Bioko Nord i a l'oest, sud i est amb el golf de Guinea. La seva capital és la ciutat de Luba.

## Geografia
Es localitza geogràficament entre els 3º25' N i els 8º25' E, al golf de Guinea, dista uns 50 km de les costes de Camerun.

## Demografia
La població el 2013 era de 181.525 habitants, segons la Direcció general d'Estadístiques de Guinea Equatorial.

## Municipis i districtes
La província està constituïda pels següents municipis i districtes.
- Municipis
  - Luba
  - Riaba
- Districtes
- Districte de Luba (amb 21 Consells de Poblats)
- Districte de Riaba (amb 14 Consells de Poblats)